# Каммель, Бернхард
Бернхард Каммель (нем. Bernhard Kammel; род. 28 сентября 1962, Вена) — австрийский кинорежиссёр, сценарист, продюсер, оператор и монтажёр.

## Биография
В период с 1980 по 1995 год Каммель изучал архитектуру, теологию и лесное хозяйство. Он работал в различных архитектурных бюро, а также как специалист по лесному хозяйству. В начале 1980-х годов публиковал в различных печатных изданиях рассказы и репортажи. 
С 1979 года снимал чёрно-белые фоторепортажи, с 1999 года в его творчестве появились цветные портреты и широкоформатные фотоработы, представляющие зрительскому взору истории в фотографиях.
В 2004 году — начало работы над портретами, которые из неподвижных кадров перерастают в динамические изображения, показывающие чередование мгновений дыхания, стояния и взглядов. В 2005 году он основал собственную кинокомпанию и с этого времени работал над кинофильмами. Каммель самостоятельно писал оригинальные сценарии и полностью тщательно прорабатывал визуальный ряд (декорации, камера и монтаж). Для фильма «Ночь на закате лета» он нашёл художника-постановщика Людмилу Кусакову. У него есть явно выраженное родство с русскими фильмами.
С 1997 года Каммель жил в Альпах.

## Фильмография

### Режиссёр
- 2007 — Дочь / Die Tochter
- 2010 — Ночь на закате лета / Eine Spätsommernacht

### Сценарист
- 2007 — Дочь / Die Tochter
- 2010 — Ночь на закате лета / Eine Spätsommernacht

### Продюсер
- 2007 — Дочь / Die Tochter
- 2010 — Ночь на закате лета / Eine Spätsommernacht

### Оператор
- 2007 — Дочь / Die Tochter
- 2010 — Ночь на закате лета / Eine Spätsommernacht

### Монтажёр
- 2007 — Дочь / Die Tochter
- 2010 — Ночь на закате лета / Eine Spätsommernacht

## Участие в кинофестивалях
- XX международный кинофестиваль «Фестиваль фестивалей» в Санкт-Петербурге, 2012
- 17-й международный кинофестиваль в Вильнюсе, 2012
- 16-й международный кинофестиваль в Софии, 2012
- IV Международный кинофестиваль «Восток & Запад. Классика и Авангард» Оренбург, 2011 / Приз: Сарматский Лев
- 33-й Московский Международный фестиваль Архивная копия от 10 мая 2007 на Wayback Machine, 2011
- XVIII Международный кинофорум «Золотой витязь», 2009
- XIII Софийский международный кинофестиваль, 2009
- XVI Санкт-Петербургский международный кинофестиваль «Фестиваль фестивалей», 2008
- 10-й фестиваль австрийских фильмов «Диагонале» 2008, («Diagonale»)